# Judino (Kaliningrad, Osjorsk)
Judino (russisch Юдино, deutsch Jurgaitschen, 1938–1945 Jürgenfelde) ist ein Ort in der russischen Oblast Kaliningrad. Er gehört zur kommunalen Selbstverwaltungseinheit Munizipalkreis Osjorsk im Rajon Osjorsk.

## Geographische Lage
Judino liegt 15 Kilometer nordwestlich der Rajonstadt Osjorsk (Darkehmen/Angerapp) an der Kommunalstraße 27K-162 von Nowostrojewo (Trempen) nach Swoboda (Jänischken/Jänichen) an der Regionalstraße 27A-037 (ex A197). Ein Bahnanschluss besteht nicht.

## Geschichte
Der früher Jurgaitschen genannte Ort hieß wohl bis 1635 Klein Bratricken, jedenfalls taucht sein Name ab diesem Jahr häufig anstelle des anderen auf. Im Jahre 1818 zählte Jurgaitschen 189 Einwohner. Ihre Zahl stieg bis 1863 auf 337 und bis 1907 sogar auf 1.013. In Jurgaitschen befand sich eines der fünf ostpreußischen Remontedepots.
Am 6. Mai 1874 wurde Jurgaitschen namensgebender Ort und Verwaltungssitz des neu errichteten Amtsbezirks Jurgaitschen, der ab 1939 „Amtsbezirk Jürgenfelde“ hieß und bis 1945 zum Kreis Darkehmen (1938 Kreis Angerapp, 1939–1945 Landkreis Angerapp) im Regierungsbezirk Gumbinnen der preußischen Provinz Ostpreußen gehörte.
Am 11. März 1924 wurden Teile des Gutsbezirks Jurgaitschen in die Landgemeinde Schuppinnen (seit 1946: Seljonoje) eingegliedert, die bisher dem Amtsbezirk Kandszen (1936–1938 Kandschen, 1938–1946 Kanden, seit 1946: Pjatidoroschnoje) zugeordnet war. Aus anderen Teilen des Gutsbezirks Jurgaitschen wurde am 23. Mai 1925 die neue Landgemeinde Bratricken (1938–1946 Brahetal, seit 1946: Malaja Dubrowka) gebildet. Im Jahre 1925 zählte Jurgaitschen 1.031 Einwohner, 1933 waren es nur noch 326, und 1939 lediglich 290. Am 30. September 1928 wurden Teile des Gutsbezirks Jurgaitschen in eine neue Landgemeinde Jurgaitschen umgewandelt.
Am 3. Juni 1938 erhielt Jurgaitschen aus politisch-ideologischen Gründen den neuen Namen „Jürgenfelde“, der am 16. Juli 1938 amtlich bestätigt wurde.
Im Januar 1945 wurde der Ort von der Roten Armee besetzt. Die neue Polnische Provisorische Regierung ging zunächst davon aus, dass er mit dem gesamten Kreis Darkehmen (Angerapp) unter ihre Verwaltung fallen würde. Im Potsdamer Abkommen (Artikel VI) von August 1945 wurde die neue sowjetisch-polnische Grenze aber unabhängig von den alten Kreisgrenzen anvisiert, wodurch der Ort unter sowjetische Verwaltung kam. Die polnische Umbenennung des Ortes in Jurgajcie im Juli 1947 wurde (vermutlich) nicht mehr wirksam. Im November 1947 erhielt er den russischen Namen „Judino“ und wurde gleichzeitig dem Dorfsowjet Nowostrojewski selski Sowet im Rajon Osjorsk zugeordnet. Von 2008 bis 2014 gehörte Judino zur Landgemeinde Nowostrojewskoje selskoje posselenije, von 2015 bis 2020 zum Stadtkreis Osjorsk und seither zum Munizipalkreis Osjorsk.

### Amtsbezirk Jurgaitschen/Jürgenfelde 1874–1945
Am 6. Mai 1874 bildeten die Landgemeinde Lasdienen und der Gutsbezirk Jurgaitschen gemeinsam den neu formierten Amtsbezirk Jurgaitschen. Er vergrößerte sich zum 12. Mai 1924, als Teile der Landgemeinden Schuppinnen (seit 1946: Seljonoje) aus dem Amtsbezirk Kandszen (1936–1938 Kandschen, 1938–1946 Kanden, seit 1946: Pjatidoroschnoje) in den Amtsbezirk Jurgaitschen umgegliedert wurden.
Am 30. September 1928 entstand aus der Zusammenlegung der Landgemeinde Lasdienen und des Gutsbezirks Lenkimmen  die neue Landgemeinde Lenkimmen. 1931 umfasste der Amtsbezirk Jurgaitschen die Landgemeinden Alt Ragaischen (1938–1946 Konradshof, seit 1946: Nagornoje), Bratricken (1938–1946 Brahetal, seit 1946: Malaja Dubrowka), Jurgaitschen (1938–1946: Jürgenfelde, seit 1946: Judino) und Lenkimmen (1938–1946 Uhlenhorst, seit 1946: Lipki). Alle vier Gemeinden waren auch 1945 noch Bestandteil des 1939 in „Jürgenfelde“ umbenannten Amtsbezirks.

## Kirche
Vor 1945 war die überwiegend evangelische Einwohnerschaft von Jurgaitschen/Jürgenfelde in das Kirchspiel Ballethen eingepfarrt. Es gehörte zum Kirchenkreis Darkehmen (1938–1946 Angerapp) in der Kirchenprovinz Ostpreußen der Kirche der Altpreußischen Union. Der letzte deutsche Geistliche war Pfarrer Joachim Großkreutz.
Während der Zeit der Sowjetunion waren kirchliche Aktivitäten untersagt. Erst in den 1990er Jahren bildeten sich in der inzwischen russischen Oblast Kaliningrad neue evangelische Gemeinden. Judino liegt im Einzugsbereich der Gemeinde Tschernjachowsk innerhalb der Propstei Kaliningrad in der Evangelisch-Lutherischen Kirche Europäisches Russland (ELKER).

## Persönlichkeiten des Ortes
- Karl August Ramdohr (* 14. August 1780, Westeregeln; † 8. Dezember 1845), deutscher Oberamtmann, Arzt, Zoologe und Imker
- Jürgen Meißner (* 18. Juli 1940 in Jürgenfelde), deutscher Landwirt und Politiker